# 1991-es női sakkvilágbajnokság
Az 1991-es női sakkvilágbajnokság versenysorozatában a zónaversenyekről továbbjutó versenyzők számát figyelembe véve, az előző világbajnoki ciklusokhoz hasonlóan két zónaközi versenyt is rendeztek. A zónaközi versenyek első három-három helyezettje, kiegészülve az előző világbajnoki, valamint a világbajnokjelölti döntő vesztesével kétfordulós körmérkőzésen küzdött meg a világbajnok kihívásának jogáért. A világbajnokjelölti versenysorozat végén Hszie Csün szerzett jogot arra, hogy a világbajnoki címért mérkőzhessen Maia Csiburdanidze ellen. A világbajnoki döntő párosmérkőzést Hszie Csün 8,5–6,5 arányban nyerte, ezzel megszakítva Csiburdanidze 13 éve tartó elsőségét, megszerezte a világbajnoki címet.

## A zónaközi versenyek
A versenyek helyszíne 1990. júniusban az oroszországi Azov és 1990. június–júliusban a malájziai Genting Highlands volt. A zónaközi döntőkre összesen 21 ország 36 versenyzője kvalifikálta magát. A versenyt a Nemzetközi Sakkszövetség (FIDE) szervezte. A versenyzők között körmérkőzés formájában dőlt el a világbajnokjelöltek tornáján résztvevők személye. Mindkét versenyről az első három  helyezett jutott tovább a végső szakaszba.
A magyar versenyzők közül ezúttal egyedül csak Mádl Ildikó kvalifikálta magát, aki a 9. helyen végzett. A korábbi magyar bajnok, ezúttal már holland színekben induló Sziva Erika a másik zónaközi döntőn a 12. helyen végzett.

### Zónaközi döntő Azov
Az Azovban rendezett zónaközi döntőt a szovjet Ketino Kakhiani nyerte, Alisza Galljamova és a csehszlovák Eliska Klimova-Richtrova előtt.
|    | Versenyző                 | Ország                    | Élő-p. | 1 | 2 | 3 | 4 | 5 | 6 | 7 | 8 | 9 | 10 | 11 | 12 | 13 | 14 | 15 | 16 | 17 | 18 | Pont | S–B[3] |
| -- | ------------------------- | ------------------------- | ------ | - | - | - | - | - | - | - | - | - | -- | -- | -- | -- | -- | -- | -- | -- | -- | ---- | ------ |
| 1  | Ketino Kachiani-Gersinska | Szovjetunió               | 2365   | - | ½ | ½ | 0 | ½ | 1 | ½ | ½ | 1 | ½  | ½  | 1  | 1  | ½  | 1  | ½  | 1  | 1  | 11½  | 89.50  |
| 2  | Alisza Galljamova         | Szovjetunió               | 2365   | ½ | - | ½ | 1 | 1 | 1 | ½ | 0 | 0 | 0  | 1  | 1  | 1  | 1  | 0  | 1  | 1  | 1  | 11½  | 89.25  |
| 3  | Eliska Klimova-Richtrova  | Csehszlovákia             | 2355   | ½ | ½ | - | 1 | 0 | 1 | 0 | 1 | 1 | ½  | 1  | ½  | ½  | ½  | 1  | 0  | 1  | 1  | 11   |        |
| 4  | Svetlana Prudnikova       | Szovjetunió               | 2265   | 1 | 0 | 0 | - | 1 | 1 | 0 | 1 | ½ | 1  | ½  | 0  | ½  | 1  | 0  | 1  | 1  | 1  | 10½  |        |
| 5  | Claudia Amura             | Argentína                 | 2285   | ½ | 0 | 1 | 0 | - | ½ | 1 | 1 | 0 | ½  | 1  | ½  | 1  | ½  | ½  | 0  | 1  | 1  | 10   | 79.75  |
| 6  | Ketevan Arakhamia-Grant   | Szovjetunió               | 2385   | 0 | 0 | 0 | 0 | ½ | - | 1 | 1 | 1 | 1  | 0  | 1  | 1  | 0  | 1  | ½  | 1  | 1  | 10   | 74.75  |
| 7  | Peng Csao-csin            | Kína                      | 2305   | ½ | ½ | 1 | 1 | 0 | 0 | - | ½ | 0 | 0  | 0  | 1  | ½  | 1  | 1  | 1  | 1  | 1  | 10   | 74.50  |
| 8  | Agnieszka Brustman        | Lengyelország             | 2325   | ½ | 1 | 0 | 0 | 0 | 0 | ½ | - | 1 | 1  | 0  | 1  | ½  | ½  | 1  | 1  | 1  | 1  | 10   | 74.00  |
| 9  | Mádl Ildikó               | Magyarország              | 2405   | 0 | 1 | 0 | ½ | 1 | 0 | 1 | 0 | - | ½  | 1  | 0  | ½  | ½  | 1  | 1  | ½  | 1  | 9½   | 72.72  |
| 10 | Fliura Uskova             | Szovjetunió               | 2270   | ½ | 1 | ½ | 0 | ½ | 0 | 1 | 0 | ½ | -  | ½  | 0  | ½  | ½  | 1  | 1  | 1  | 1  | 9½   | 70.75  |
| 11 | Irina Chelushkina         | Szovjetunió               | 2315   | ½ | 0 | 0 | ½ | 0 | 1 | 1 | 1 | 0 | ½  | -  | 1  | 0  | 1  | ½  | 1  | 0  | 1  | 9    | 71.75  |
| 12 | Anna-Maria Botsari        | Görögország               | 2205   | 0 | 0 | ½ | 1 | ½ | 0 | 0 | 0 | 1 | 1  | 0  | -  | 0  | 1  | 1  | 1  | 1  | 1  | 9    | 63.50  |
| 13 | Margarita Voiska          | Bulgária                  | 2335   | 0 | 0 | ½ | ½ | 0 | 0 | ½ | ½ | ½ | ½  | 1  | 1  | -  | 0  | 1  | 0  | 1  | 1  | 8    |        |
| 14 | Vesna Basagić             | Jugoszlávia               | 2270   | ½ | 0 | ½ | 0 | ½ | 1 | 0 | ½ | ½ | ½  | 0  | 0  | 1  | -  | 0  | 1  | ½  | 1  | 7½   |        |
| 15 | Tsagaan Battsetseg        | Mongólia                  | 2230   | 0 | 1 | 0 | 1 | ½ | 0 | 0 | 0 | 0 | 0  | ½  | 0  | 0  | 1  | -  | 1  | 1  | 1  | 7    |        |
| 16 | Gina Finegold             | Belgium                   | 2025   | ½ | 0 | 1 | 0 | 1 | ½ | 0 | 0 | 0 | 0  | 0  | 0  | 1  | 0  | 0  | -  | 0  | ½  | 4½   |        |
| 17 | Adriana Salazar Varón     | Kolumbia                  | 2115   | 0 | 0 | 0 | 0 | 0 | 0 | 0 | 0 | ½ | 0  | 1  | 0  | 0  | ½  | 0  | 1  | -  | 0  | 3    |        |
| 18 | Sharon Ellen Burtman      | Amerikai Egyesült Államok | 2045   | 0 | 0 | 0 | 0 | 0 | 0 | 0 | 0 | 0 | 0  | 0  | 0  | 0  | 0  | 0  | ½  | 1  | -  | 1½   |        |

### Zónaközi döntő Genting Highland
A Genting Highlanden zajló versenyen a 49 éves, veteránnak számító szovjet exvilágbajnok Nona Gaprindasvili végzett az élen a 30 évvel fiatalabb kínai Hszie Csün előtt. A harmadik helyen holtverseny alakult ki a jugoszláv Alisa Marić és a szovjet Nino Gurieli között. A rájátszást Marić 3–2 arányban  nyerte, így ő jutott a világbajnokjelöltek versenyébe.
```
:{| class="wikitable"
```

|+ Női világbajnoki zónaközi verseny (Genting Highlands, 1990)
|-
! !! Versenyző!!Ország !! 1 !! 2 !! 3 !! 4 !! 5 !! 6 !! 7 !! 8 !! 9 !! 10 !! 11 !! 12 !! 13 !! 14 !! 15 !! 16 !! 17 !! 18 !! Pont !! S–B
|- style="background:#ccffcc;"
| 1 || Nona Gaprindasvili|| Szovjetunió || - || 1 || ½ || ½ || 0 || 1 || 1 || 1 || 1 || 1 || ½ || 1 || 0 || 1 || 1 || 1 || 1 || 1 || 13½ || 
|- style="background:#ccffcc;"
| 2 || Hszie Csün|| Kína || 0 || - || ½ || ½ || ½ || 1 || 0 || 1 || 0 || 1 || 1 || 1 || 1 || 1 || 1 || 1 || 1 || 1 || 12½ || 
|- style="background:#ccffcc;"
| 3 || Alisa Marić|| Jugoszlávia || ½ || ½ || - || ½ || ½ || 1 || ½ || 1 || 1 || 0 || ½ || 1 || 1 || 1 || ½ || 1 || ½ || 1 || 12 || 93.25
|-
| 4 || Nino Gurieli|| Szovjetunió || ½ || ½ || ½ || - || 1 || ½ || ½ || 1 || ½ || ½ || 1 || ½ || ½ || 1 || ½ || 1 || 1 || 1 || 12 || 92.50
|-
| 5 || Julia Demina|| Szovjetunió || 1 || ½ || ½ || 0 || - || ½ || 0 || ½ || 1 || 1 || ½ || 1 || ½ || 1 || 1 || ½ || ½ || 1 || 11 || 85.75
|-
| 6 || Anna Ahsarumova|| Amerikai Egyesült Államok || 0 || 0 || 0 || ½ || ½ || - || 0 || 1 || ½ || 1 || 1 || 1 || 1 || ½ || 1 || 1 || 1 || 1 || 11 || 74.25
|-
| 7 || Marta Lityinszkaja-Shul|| Szovjetunió || 0 || 1 || ½ || ½ || 1 || 1 || - || 0 || 0 || ½ || 1 || 1 || ½ || 1 || 1 || ½ || 0 || 1 || 10½ || 
|-
| 8 || Jelena Zajac|| Szovjetunió || 0 || 0 || 0 || 0 || ½ || 0 || 1 || - || 1 || 1 || 1 || ½ || 1 || ½ || 1 || 1 || ½ || 1 || 10 || 
|-
| 9 || Nina Høiberg|| Dánia || 0 || 1 || 0 || ½ || 0 || ½ || 1 || 0 || - || 0 || 1 || 1 || ½ || ½ || 1 || ½ || 1 || 1 || 9½ || 67.50
|-
| 10 || Nana Alekszandria|| Szovjetunió || 0 || 0 || 1 || ½ || 0 || 0 || ½ || 0 || 1 || - || 0 || ½ || 1 || 1 || 1 || 1 || 1 || 1 || 9½ || 63.50
|-
| 11 || Tatjana Lemacsko|| Svájc || ½ || 0 || ½ || 0 || ½ || 0 || 0 || 0 || 0 || 1 || - || 0 || 1 || 1 || ½ || 1 || 1 || ½ || 7½ || 
|-
| 12 || Sziva Erika || Hollandia || 0 || 0 || 0 || ½ || 0 || 0 || 0 || ½ || 0 || ½ || 1 || - || ½ || ½ || ½ || ½ || 1 || 1 || 6½ || 
|-
| 13 || Marina Makropoulou|| Görögország || 1 || 0 || 0 || ½ || ½ || 0 || ½ || 0 || ½ || 0 || 0 || ½ || - || 0 || ½ || 0 || 1 || 1 || 6 || 45.75
|-
| 14 || Cathy Forbes|| Anglia || 0 || 0 || 0 || 0 || 0 || ½ || 0 || ½ || ½ || 0 || 0 || ½ || 1 || - || ½ || 1 || ½ || 1 || 6 || 35.25
|-
| 15 || Nava Starr|| Kanada || 0 || 0 || ½ || ½ || 0 || 0 || 0 || 0 || 0 || 0 || ½ || ½ || ½ || ½ || - || 1 || 1 || 1 || 6 || 34.50
|-
| 16 || Annett Wagner-Michel|| NDK || 0 || 0 || 0 || 0 || ½ || 0 || ½ || 0 || ½ || 0 || 0 || ½ || 1 || 0 || 0 || - || 1 || 1 || 5 || 
|-
| 17 || Ingrid Dahl|| Norvégia || 0 || 0 || ½ || 0 || ½ || 0 || 1 || ½ || 0 || 0 || 0 || 0 || 0 || ½ || 0 || 0 || - || ½ || 3½ || 
|-
| 18 || Alexey Rudolph|| NSZK || 0 || 0 || 0 || 0 || 0 || 0 || 0 || 0 || 0 || 0 || ½ || 0 || 0 || 0 || 0 || 0 || ½ || - || 1 || 
|}

## A világbajnokjelöltek versenye
A zónaközi döntőkből továbbjutott versenyzők, valamint az előző világbajnokjelölti ciklus két döntőse, Ahmilovszkaja és Ioszeliani küzdött körmérkőzésen a világbajnok kihívásának jogáért.
A versenyre 1990. októberben a grúziai Borzsomiban került sor, amelyen az élen holtversenyben végzett a kínai Hszie Csün és a jugoszláv Alisa Marić. A holtversenyt eldöntő párosmérkőzésre 1991. februárban Belgrádban és Pekingben került sor. A mérkőzést  Hszie Csün 4,5–2,5 arányban nyerte, így ő szerzett jogot a regnáló világbajnok, Maia Csiburdanidze kihívására.
|   | Versenyző                      | Ország                    | 1 | 2 | 3 | 4 | 5 | 6 | 7 | 8 | Pont | S–B[3] |
| - | ------------------------------ | ------------------------- | - | - | - | - | - | - | - | - | ---- | ------ |
| 1 | Hszie Csün                     | Kína                      | - | 1 | 0 | 1 | 1 | 1 | 0 | ½ | 4½   | 16.00  |
| 2 | Alisa Marić                    | Jugoszlávia               | 0 | - | 1 | ½ | 1 | ½ | 1 | ½ | 4½   | 14.50  |
| 3 | Alisza Galljamova              | Szovjetunió               | 1 | 0 | - | 0 | 1 | 1 | ½ | ½ | 4    | 13.25  |
| 4 | Nana Ioszeliani                | Szovjetunió               | 0 | ½ | 1 | - | ½ | ½ | ½ | 1 | 4    | 12.75  |
| 5 | Nona Gaprindasvili             | Szovjetunió               | 0 | 0 | 0 | ½ | - | 1 | 1 | 1 | 3½   |        |
| 6 | Jelena Donaldson-Ahmilovszkaja | Amerikai Egyesült Államok | 0 | ½ | 0 | ½ | 0 | - | 1 | 1 | 3    |        |
| 7 | Ketino Kachiani-Gersinska      | Szovjetunió               | 1 | 0 | ½ | ½ | 0 | 0 | - | ½ | 2½   |        |
| 8 | Eliska Klimova-Richtrova       | Csehszlovákia             | ½ | ½ | ½ | 0 | 0 | 0 | ½ | - | 2    |        |

### A világbajnokjelölti verseny játszmái
- A világbajnokjelölti verseny 28 játszmája (nem teljes)

## A világbajnoki döntő
A világbajnoki döntő párosmérkőzésre 1991-ben Manilában került sor. A 16 játszmásra tervezett mérkőzésen a világbajnoki cím elnyeréséhez 8,5 pontot kellett a kihívónak elérni, a világbajnoknak a címe megtartásához 8 pont is elég volt.
Az első nyolc játszma után, félidőben 4–4 volt az állás. A tizenegyedik és a tizenharmadik játszmát megnyerve Hszie Csün kétpontos előnyre tett szert, majd két döntetlennel biztosította maga számára a cím elnyerését. A mérkőzés végül végül 8,5–6,5 arányú győzelmével ért véget, így véget vetett Csiburdanidze 1978 óta tartó, 13 éven át fennálló uralkodásának.
| Versenyző          | Ország      | 1 | 2 | 3 | 4 | 5 | 6 | 7 | 8 | 9 | 10 | 11 | 12 | 13 | 14 | 15 |  | + | − | = | Pont |
| ------------------ | ----------- | - | - | - | - | - | - | - | - | - | -- | -- | -- | -- | -- | -- |  | - | - | - | ---- |
| Maia Csiburdanidze | Szovjetunió | ½ | ½ | 0 | 1 | 1 | ½ | ½ | 0 | ½ | ½  | 0  | ½  | 0  | ½  | ½  |  | 2 | 4 | 9 | 6½   |
| Hszie Csün         | Kína        | ½ | ½ | 1 | 0 | 0 | ½ | ½ | 1 | ½ | ½  | 1  | ½  | 1  | ½  | ½  |  | 4 | 2 | 9 | 8½   |

### A világbajnoki döntő játszmái
- Hszie Csün–Csiburdanidze párosmérkőzés 15 játszmája a chessgames.com-on
- Hszie Csün–Csiburdanidze párosmérkőzés 15 játszmája a 365chess.com-on